# Svea ingenjörkårs detachement i Vaxholm
Svea ingenjörkårs detachement i Vaxholm, även känt som Svea ingenjörkårs kustingenjörkompani (Ing 1 V), var ett ingenjörförband inom svenska armén som verkade åren 1902–1939. Förbandsledningen var förlagd i Vaxholms garnison i Vaxholm.

## Historia
Genom 1901 års härordning beslutades att två fästningsingenjörkompanier skulle uppsättas i fredsorganisationen, avsedda för fästningarna i Karlskrona och Vaxholm. Kompanierna bildades den 1 januari 1902 och ingick organisatoriskt i Svea ingenjörkår respektive Göta ingenjörkår. Svea ingenjörkårs kompani var inledningsvis förlagt till Frösundavik i Solna och benämndes som kårens 5. kompani (åren 1916–1926 benämndes kompaniet som 6. kompaniet). På grund av kompaniets belägenhet hade det en viss självständighet. Genom 1925 års försvarsbeslut omorganiserades de båda kompanierna till kustingenjörkompanier.
I samband med 1914 års härordning justerades 1914 samtliga ordningsnummer inom armén. För till exempel Svea ingenjörkår innebar det att regementet blev tilldelad beteckningen Ing 1. Justeringen av beteckningen gjordes för att särskilja regementen och kårer mellan truppslagen. Det med bakgrund till att namn och nummer som till exempel № 3 Livregementets grenadjärkår och № 3 Livregementets husarkår kunde förefalla egendomliga för den som inte kände till att förbanden ifråga tillhörde skilda truppslag.
Inför 1936 års försvarsbeslut föreslog regeringen för riksdagen att Svea ingenjörkårs kustingenjörkompani i Vaxholm samt
Göta ingenjörkårs kustingenjörkompani i Karlskrona indragas. Riksdagen antog dock aldrig regeringens förslag, utan istället antogs oppositionens motion, vilket egentligen inte skilde sig nämnvärt från regeringens förslag om att avveckla och upplösa de två kustingenjörkompanierna. Det sista utbildningsåret för ingenjörerna i Vaxholm blev 1936/1937, därefter kom detachementet att påbörja sin avveckling och officiellt avvecklades det från fredsorganisationen den 30 september 1939.

## Verksamhet
När fästningsingenjörkompaniet bildades hade det i uppgift att stödja mark- och sjöförsvaret med befästningsarbeten, tillsammans med Vaxholms grenadjärregemente. Genom 1925 års försvarsbeslut organiserades Göta livgardes fästningsbataljon, vilket medförde att bataljonen samtidigt övertog markförsvarsuppgiften från ingenjörkompaniet. I den nya organisationen fick ingenjörkompaniet istället i uppgift att stödja sjöförsvaret med bland annat befästningsarbeten och så kallade krigsangöringsplatser i skärgårdarna för flottans fartyg. Fästningsbataljonen och ingenjörkompaniet drogs in med 1936 års försvarsbeslut.

## Förläggningar och övningsplatser
När ingenjörkompaniet bildades var det samgrupperat med Svea ingenjörkår vid Kungliga Hovjaktvarvet på Kungsholmen i Stockholm. Dock kom det samma år att förläggas till ett läger i Värmdölinjen, strax öster om bebyggelsen i Vretaviken. Lägret flyttades dock snart till nordost om Fredriksborgs fästning, där det fick en mer central plats inom övningsområdet. År 1920 revs dock hela baracklägret. År 1908 förlades kompaniet till en nyuppförd kasern i Vaxholm, vilken uppfördes enligt 1901 års härordnings byggnadsprogram och ritades av Erik Josephson. Kasernen kom att kallas för ingenjörkasernen och uppfördes i tre våningar och ett vindplan, med tegelfasad och trappstensgavlar vilka hade sköldformade fält som utsmyckning. Utöver kasernen uppfördes inom kasernområdet även ett exercishus, badhus, verkstad, förrådsbyggnader samt en ångbåtsbrygga. I Karlskrona uppfördes en exakt likadan kasern till Göta ingenjörkårs fästningsingenjörkompani.
Efter att ingenjörtrupperna lämnade kasernetablissementet och Vaxholm, kom det från september 1939 istället att verka som interneringsläger. Det då 180 polacker internerades till ingenjörkasernen, det efter att tre polska ubåtar med besättning flytt till Sverige. I mitten av april 1940 bröts interneringslägret upp och ingenjörkasernen stod åter tom. Från den 4 december 1944 förlades staben för Stockholms kustartilleriförsvar till ingenjörkasernen. Staben med dess förbandsledning kom sedan att verka på platsen fram till den 30 juni 1990. Den 1 juli 1990 sammanslogs Stockholms kustartilleriförsvar med Ostkustens örlogsbas och tillsammans bildade Ostkustens marinkommando. Sektion 1 (personalsektionen) ur Stockholms kustartilleriförsvar omlokaliserades omgående till Muskö. Medan andra enheter skulle omlokaliseras till Rindö. Dock krävde det nybyggnationer, varför dessa enheter kvarstod i Vaxholm fram till 1994. Åren 1994–2004 ägdes området med ingenjörkasernen av försäkringsbolaget DIAL. Åren 2004–2005 blev kasernen återigen känd, det genom den så kallade Vaxholmskonflikten. Kasernen är sedan dess ombyggd till Söderfjärdsskolan.

## Förbandschefer
- 1902–1927: ???
- 1927–1929: Kapten Gösta Beer [b]
- 1929–1939: ???

## Namn, beteckning och förläggningsort
| Kungl. Svea ingenjörkårs fästningsingenjörkompani | 1902-01-01 | – | 1927-12-31 |
| Kungl. Svea ingenjörkårs kustingenjörkompani      | 1928-01-01 | – | 1939-09-30 |

| Ing 1 V | 1914-10-01 | – | 1939-09-30 |

| Stockholms garnison (F) | 1902-01-01 | – | 1908-10-09 |
| Vaxholms garnison (F)   | 1908-10-10 | – | 1939-09-30 |

## Galleri

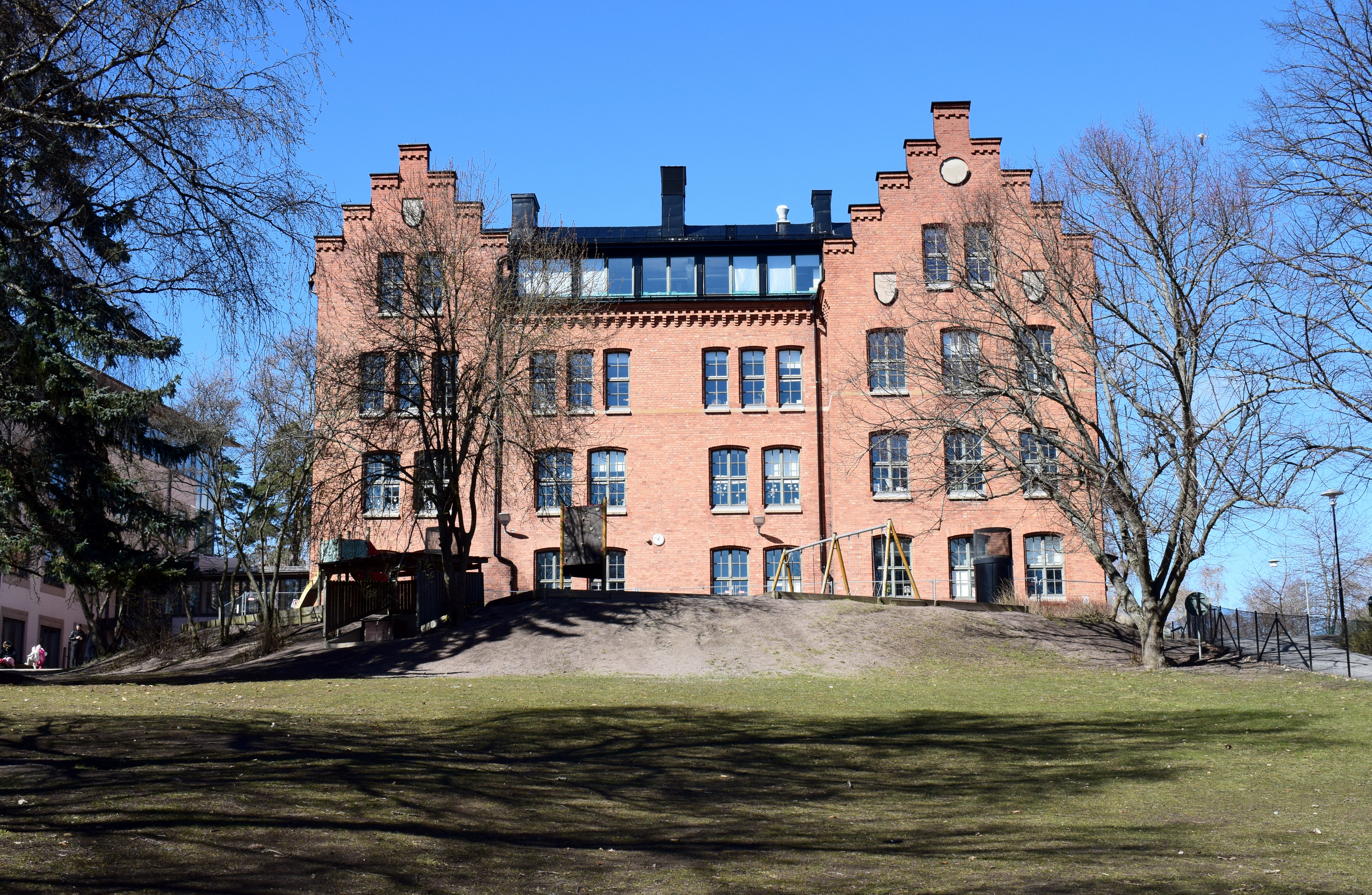
Ingenjörkasernen i Vaxholm (2021).
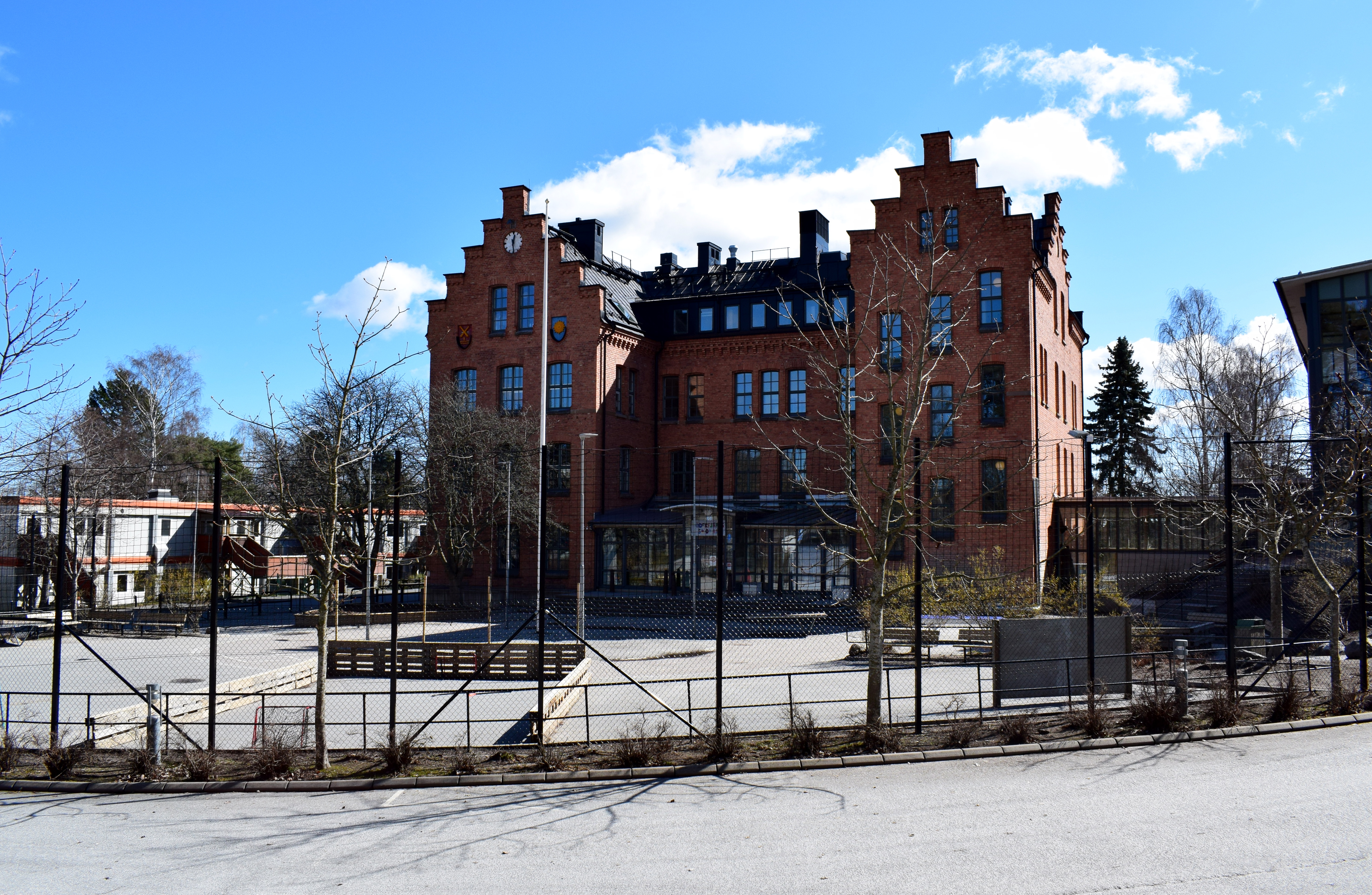
Ingenjörkasernen i Vaxholm (2021).
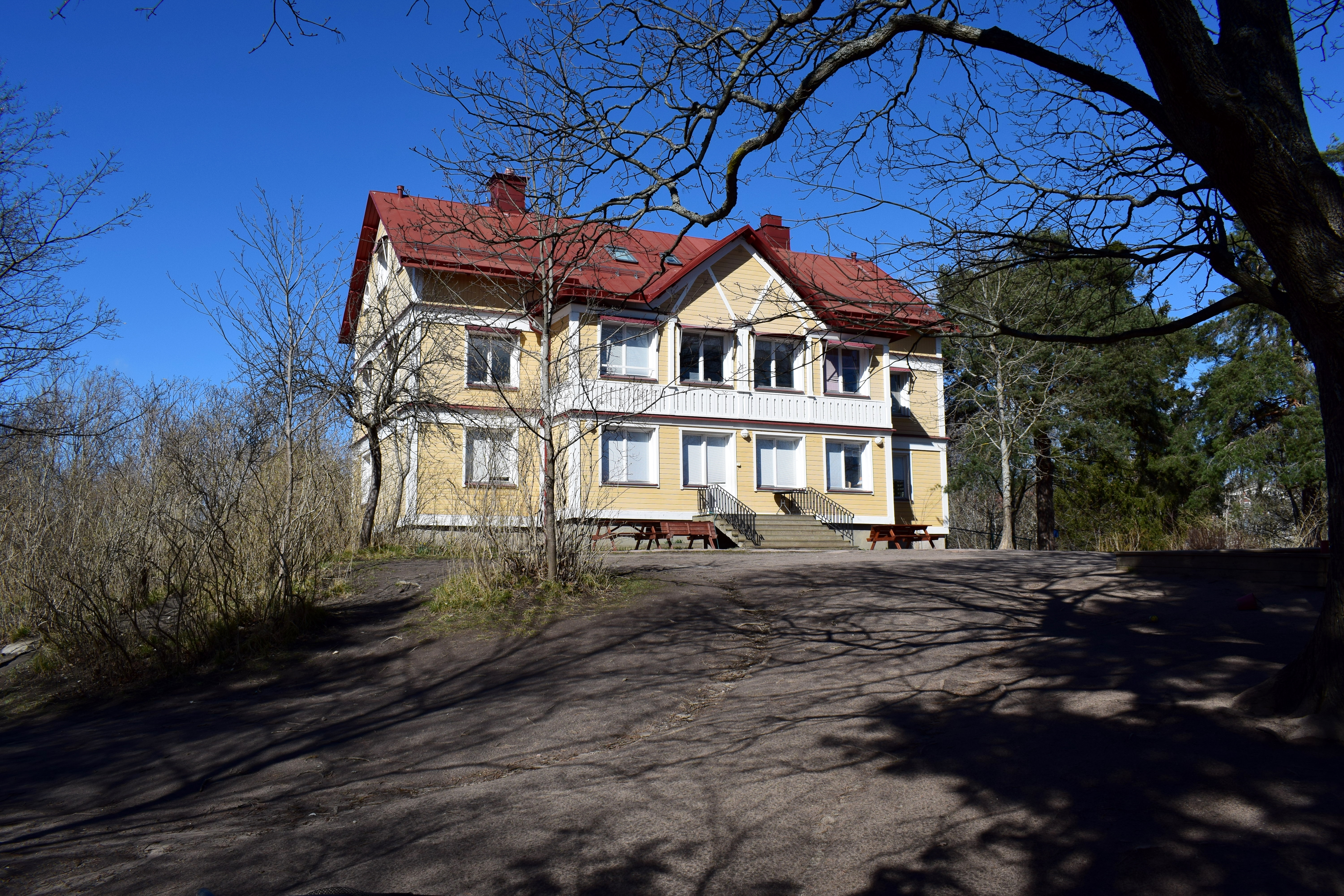
Officersbostaden i Vaxholm.
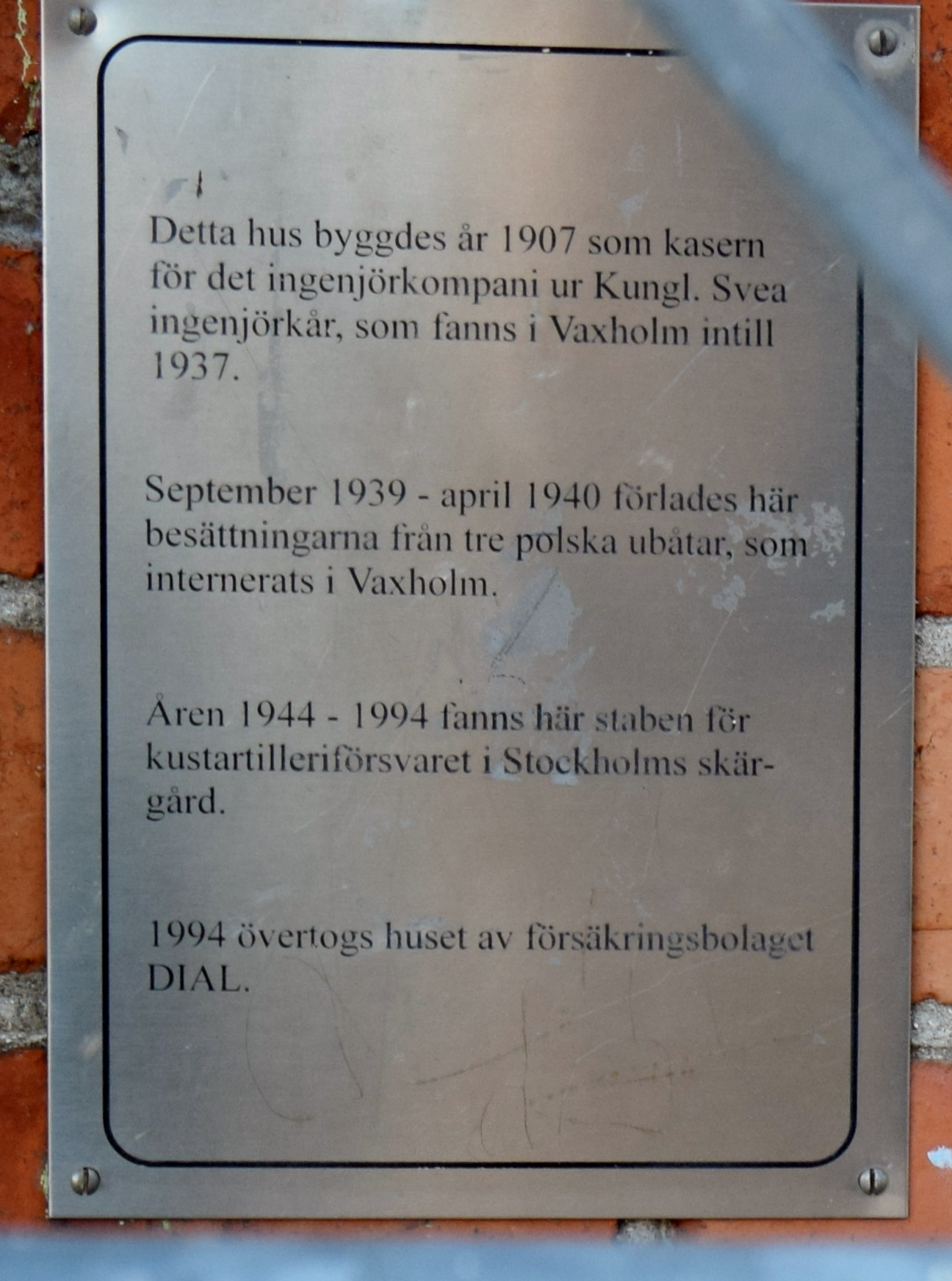
Minnesskylt över detachementet i Vaxholm.
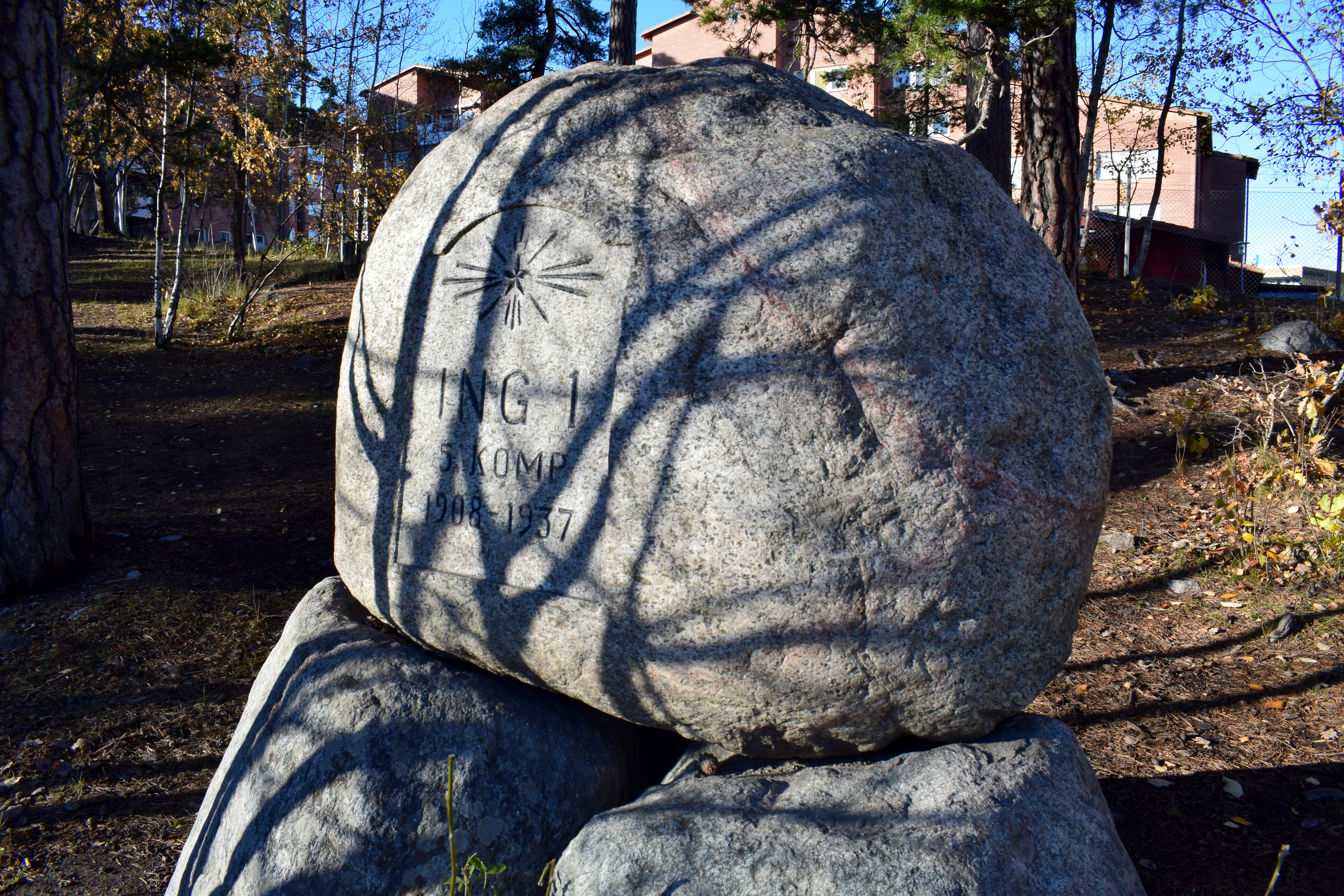
Minnessten över 5. kompaniets tid i Vaxholm.